# Каналы Келадон

Каналы Келадон (напоминают русла земных рек) на радарном снимке космического аппарата «Кассини» (2007)

Каналы Келадон (лат. Celadon Flumina) — вторая по размеру наименованная система каналов на Титане, по которым, вероятно, текут жидкие углеводороды (главным образом метан и этан).

## География и геология
Центр имеет координаты 73°42′ ю. ш. 28°48′ з. д. / 73,7° ю. ш. 28,8° з. д.. Размер каналов составляет 160 км. Каналы Келадон находятся в южном полушарии Титана, а две другие системы каналов, имеющие названия на март 2015 года, находятся в северном. Расположены на западе тёмной местности Меццорамия, к югу от них находится лабиринт Сикун. Каналы Келадон были обнаружены на переданных снимках космического аппарата «Кассини».

## Эпоним
Система каналов названа в честь реки Келадон (Келадонт), упомянутой в «Илиаде». Название было утверждено Международным астрономическим союзом в 2014 году.